# DY Близнецов
DY Близнецов (лат. DY Geminorum, HD 260297) — одиночная переменная звезда в созвездии Близнецов на расстоянии приблизительно 2 706 световых лет (около 830 парсек) от Солнца. Видимая звёздная величина звезды — от +12,6m до +11,2m.

## Характеристики
DY Близнецов — красный гигант, пульсирующая полуправильная переменная S-звезда типа SRA (SRA) спектрального класса S8,5(M5). Светимость — около 4000 солнечных. Эффективная температура — около 3293 К.